# Epiclerus nomocerus
Epiclerus nomocerus is een vliesvleugelig insect uit de familie Tetracampidae. De wetenschappelijke naam is voor het eerst geldig gepubliceerd in 1934 door Masi.